# Шаргородський Олександр Олегович
Олександр Олегович Шаргородський (1994—2023) — сержант Збройних сил України, учасник російсько-української війни. Герой України (2025, посмертно).

## Життєпис
Народився 5 лютого 1994 року в місті Балта Одеської області, проживав у селі Требухів. Навчався в Уманському національному університеті садівництва на факультеті плодоовочівництва, екології та захисту рослин. 
З 2014 року брав участь у російсько-українській війні.
З початком повномасштабного російського вторгнення сержант 3 ОШБр керував особовим складом у боях за Бахмут, Кліщіївку, Іванівське, Ступочки, Предтечине.
Загинув 17 травня 2023 року в місті Бахмут.

## Нагороди
- звання Герой України з врученням ордена «Золота Зірка» (5 травня 2025, посмертно) — за особисту мужність і героїзм, виявлені у захисті державного суверенітету та територіальної цілісності України, самовіддане служіння Українському народові[6].